# 乔治·焦莫

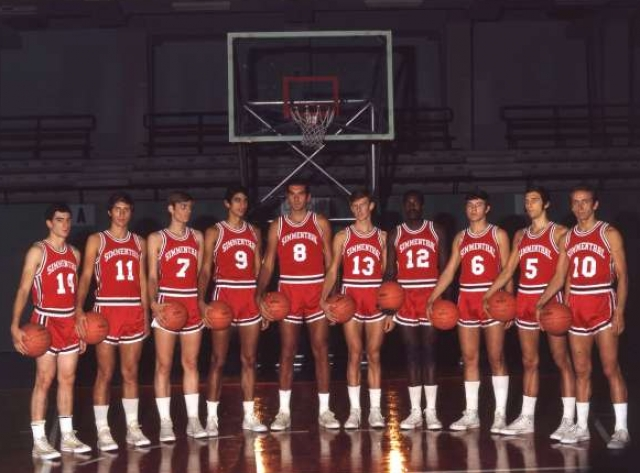
乔治·焦莫(左二)

乔治·焦莫（義大利語：Giorgio Giomo，1949年5月24日—），意大利男子篮球运动员。他曾代表意大利获得1972年夏季奥运会篮球比赛男子第四名。他也曾在1971年欧洲篮球锦标赛上获得季军。